# Fußball-Europameisterschaft 1972/Sowjetunion
Dieser Artikel behandelt die Sowjetische Nationalmannschaft bei der Fußball-Europameisterschaft 1972 in Belgien.

## Qualifikation
Die sowjetische Mannschaft traf in der Qualifikationsgruppe 4 auf Spanien, Nordirland und Zypern. Sie konnte sich mit vier Siegen und zwei Unentschieden für das Viertelfinale qualifizieren. Dort traf man auf Jugoslawien. Das Hinspiel am 30. April 1972 endete 0:0, das Rückspiel am 13. Mai 1972 gewann die Sowjetunion mit 3:0.
Abschlusstabelle
| Pl. | Land        | Sp. | S | U | N | Tore    | Diff. | Punkte |
| --- | ----------- | --- | - | - | - | ------- | ----- | ------ |
| 1.  | Sowjetunion | 6   | 4 | 2 | 0 | 013:400 | +9    | 10:20  |
| 2.  | Spanien     | 6   | 3 | 2 | 1 | 014:300 | +11   | 08:40  |
| 3.  | Nordirland  | 6   | 2 | 2 | 2 | 010:600 | +4    | 06:60  |
| 4.  | Zypern      | 6   | 0 | 0 | 6 | 002:260 | −24   | 0:12   |

Spielergebnisse
| 15.11.1970 | Zypern      | - | Sowjetunion | 1:3 (1:2) |
| 30.05.1971 | Sowjetunion | - | Spanien     | 2:1 (0:0) |
| 07.06.1971 | Sowjetunion | - | Zypern      | 6:1 (3:0) |

| 22.09.1971 | Sowjetunion | - | Nordirland  | 1:0 (1:0) |
| 13.10.1971 | Nordirland  | - | Sowjetunion | 1:1 (1:1) |
| 27.10.1971 | Spanien     | - | Sowjetunion | 0:0       |

## Sowjetisches Aufgebot

### Torwart
- Jewgeni Rudakow – Dynamo Kiew – Geboren: 2. Januar 1942

### Abwehr
- Rewas Dsodsuaschwili – Dinamo Tiflis – Geboren: 10. April 1945
- Wolodymyr Kaplytschnyj – ZSKA Moskau – Geboren: 26. Februar 1944
- Jurij Istomyn – ZSKA Moskau – Geboren: 3. Juli 1944
- Alexander Machowikow – Dynamo Moskau – Geboren: 12. April 1951
- Wolodymyr Troschkin – Dynamo Kiew – Geboren: 28. September 1947

### Mittelfeld
- Oleg Dolmatow – Dynamo Moskau – Geboren: 29. November 1948
- Murtas Churzilawa  – Dinamo Tiflis – Geboren: 5. Januar 1943
- Wiktor Kolotow – Dynamo Kiew – Geboren: 3. Juli 1949
- Anatolij Konkow – Schachtar Donezk – Geboren: 19. September 1949
- Gennadi Jewrjuschichin – Dynamo Moskau – Geboren: 4. Februar 1944
- Boris Kopeikin – ZSKA Moskau – Geboren: 27. März 1946

### Angriff
- Eduard Kosynkewytsch – Karpaty Lwiw – Geboren: 23. Mai 1949
- Anatoli Baidatschny – Dynamo Moskau – Geboren: 1. Oktober 1952
- Anatoli Banischewski – Neftçi Baku – Geboren: 21. Februar 1946
- Giwi Nodia – Dinamo Tiflis – Geboren: 2. Januar 1948
- Wolodymyr Onyschtschenko – Zorya Woroschilowgrad – Geboren: 28. Oktober 1949

### Trainer
- Alexander Ponomarjow (Trainer) – Geboren: 23. April 1918

## Spiele der Sowjetunion

### Halbfinale
|                                                 |   |        |           |
| 14. Juni 1972 in Anderlecht (Stade Émile Versé) |   |        |           |
| Sowjetunion                                     | – | Ungarn | 1:0 (0:0) |

### Finale
|                                           |   |             |           |
| 18. Juni 1972 in Brüssel (Heysel-Stadion) |   |             |           |
| BR Deutschland                            | – | Sowjetunion | 3:0 (1:0) |